# 2010–2011-es angol labdarúgó-bajnokság (másodosztály)
A 2010–2011-es angol labdarúgó-másodosztály, más néven Championship vagy Npower Football League Championship a bajnokság 19. szezonja a megalakulása óta. 2010. augusztus 6-án  kezdődött, és 2011 májusában ér véget a playoff mérkőzéseivel. A 2010-es bajnok a Newcastle United lett.
A Queens Park Rangers 2011. április 30-án biztosította be a bajnoki címet, ezzel 15 év után jutott vissza a Premier League-be, míg a Norwich City két nappal később biztosította be magának a második automatikus feljutást érő helyet, amivel 6 év után jutott vissza az első osztályba.
A Preston North End, a Scunthorpe United és a Sheffield United kiesett a  harmadosztályba.

## Változások a előző idényhez képest

### A Championshipből...

#### ...feljutott aPremier League-be
- Newcastle United
- West Bromwich Albion
- Blackpool

#### ...kiesett aLeague One-ba
- Peterborough United
- Plymouth Argyle
- Sheffield Wednesday

### A Championshipbe...

#### ...esett ki aPremier League-ből
- Burnley
- Hull City
- Portsmouth

#### ...jutott fel aLeague One-ból
- Norwich City
- Leeds United
- Millwall

| Csapat              | Székhely           | Stadion              | Befogadóképesség |
| ------------------- | ------------------ | -------------------- | ---------------- |
| Barnsley            | Barnsley           | Oakwell              | 23,009           |
| Bristol City        | Bristol            | Ashton Gate          | 21,497           |
| Burnley             | Burnley            | Turf Moor            | 22,546           |
| Cardiff City        | Cardiff            | Cardiff City Stadion | 26,828           |
| Coventry City       | Coventry           | Ricoh Arena          | 32,609           |
| Crystal Palace      | London             | Selhurst Park        | 26,309           |
| Derby County        | Derby              | Pride Park Stadion   | 33,597           |
| Doncaster Rovers    | Doncaster          | Keepmoat Stadion     | 15,231           |
| Hull City           | Kingston upon Hull | KC Stadion           | 25,404           |
| Ipswich Town        | Ipswich            | Portman Road         | 30,311           |
| Leeds United        | Leeds              | Elland Road          | 39,460           |
| Leicester City      | Leicester          | Walkers Stadion      | 32,500           |
| Middlesbrough       | Middlesbrough      | Riverside Stadion    | 34,988           |
| Millwall            | London             | The New Den          | 20,146           |
| Norwich City        | Norwich            | Carrow Road          | 26,018           |
| Nottingham Forest   | Nottingham         | City Ground          | 30,576           |
| Portsmouth          | Portsmouth         | Fratton Park         | 20,224           |
| Preston North End   | Preston            | Deepdale             | 23,408           |
| Queens Park Rangers | London             | Loftus Road          | 19,100           |
| Reading             | Reading            | Madejski Stadion     | 24,224           |
| Scunthorpe United   | Scunthorpe         | Glanford Park        | 9,088            |
| Sheffield United    | Sheffield          | Bramall Lane         | 32,702           |
| Swansea City        | Swansea            | Liberty Stadion      | 20,532           |
| Watford             | Watford            | Vicarage Road        | 23,500           |

### Klub adatok
| Csapat              | Edző            | Elnök                | Csapatkapitány   | Mez szponzor | Főszponzor                |
| ------------------- | --------------- | -------------------- | ---------------- | ------------ | ------------------------- |
| Barnsley            | Mark Robins     | Patrick Cyrne        | Stephen Foster   | Lotto        | Barnsley Building Society |
| Bristol City        | Steve Coppell   | Steve Lansdown       | Louis Carey      | Adidas       | DAS                       |
| Burnley             | Brian Laws      | Barry Kilby          | Graham Alexander | Puma         | Fun88                     |
| Cardiff City        | Dave Jones      | Datuk Chan Tien Ghee | Mark Hudson      | Puma         | SBOBET                    |
| Coventry City       | Aidy Boothroyd  | Ray Ranson           | Lee Carsley      | Puma         | City Link                 |
| Crystal Palace      | George Burley   | Steve Parish         | Paddy McCarthy   | Nike         | GAC Logistics             |
| Derby County        | Nigel Clough    | Andrew Appleby       | Robbie Savage    | Adidas       | buymobiles.net            |
| Doncaster Rovers    | Sean O'Driscoll | John Ryan            | Brian Stock      | Nike         | One Call Insurance        |
| Hull City           | Nigel Pearson   | Russell Bartlett     | Ian Ashbee       | Adidas       | Totesport.com             |
| Ipswich Town        | Roy Keane       | Marcus Evans         | Jon Walters      | Mitre        | Marcus Evans              |
| Leeds United        | Simon Grayson   | Ken Bates            | Richard Naylor   | Macron       | NetFlights.com            |
| Leicester City      | Paulo Sousa     | Milan Mandarić       | Matt Oakley      | BURRDA       | King Power                |
| Middlesbrough       | Gordon Strachan | Steve Gibson         | Gary O'Neil      | Adidas       | Havi főszponzorok vannak  |
| Millwall            | Kenny Jackett   | John Berylson        | Paul Robinson    | Macron       | CYC                       |
| Norwich City        | Paul Lambert    | Alan Bowkett         | Grant Holt       | Xara         | Aviva                     |
| Nottingham Forest   | Billy Davies    | Nigel Doughty        | Paul McKenna     | Umbro        | Victor Chandler           |
| Portsmouth          | Steve Cotterill | David Lampitt        |                  | Kappa        | Jobsite                   |
| Preston North End   | Darren Ferguson | Maurice Lindsay      | Callum Davidson  | Puma         | Tennent's Lager           |
| Queens Park Rangers | Neil Warnock    | Ishan Saksena        | Martin Rowlands  | Lotto        | Gulf Air                  |
| Reading             | Brian McDermott | John Madejski        | Ívar Ingimarsson | Puma         | Waitrose                  |
| Scunthorpe United   | Nigel Adkins    | J. Steven Wharton    | Cliff Byrne      | Nike         | Rainham Steel             |
| Sheffield United    | Kevin Blackwell | Kevin McCabe         | Chris Morgan     | Macron       | VisitMalta.com            |
| Swansea City        | Brendan Rodgers | Huw Jenkins          | Garry Monk       | Umbro        | 32Red                     |
| Watford             | Malky Mackay    | Graham Taylor        | John Eustace     | BURRDA       | BURRDA                    |

## Tabella
| #  | Csapat              | M  | Gy | D  | V  | Lg | Kg | Gk  | P  | Megjegyzés                          |
| -- | ------------------- | -- | -- | -- | -- | -- | -- | --- | -- | ----------------------------------- |
| 1  | Queens Park Rangers | 46 | 24 | 16 | 6  | 71 | 32 | +39 | 88 | Feljutás: 2011–12-es Premier League |
| 2  | Norwich City        | 46 | 23 | 15 | 8  | 83 | 58 | +25 | 84 | Feljutás: 2011–12-es Premier League |
| 3  | Swansea City        | 46 | 24 | 8  | 14 | 69 | 42 | +27 | 80 | Rájátszás a feljutásért             |
| 4  | Cardiff City        | 46 | 23 | 11 | 12 | 76 | 54 | +22 | 80 | Rájátszás a feljutásért             |
| 5  | Reading             | 46 | 20 | 17 | 9  | 77 | 51 | +26 | 77 | Rájátszás a feljutásért             |
| 6  | Nottingham Forest   | 46 | 20 | 15 | 11 | 69 | 50 | +19 | 75 | Rájátszás a feljutásért             |
| 7  | Leeds United        | 46 | 19 | 15 | 12 | 81 | 70 | +11 | 72 |                                     |
| 8  | Burnley             | 46 | 18 | 14 | 14 | 65 | 61 | +4  | 68 |                                     |
| 9  | Millwall            | 46 | 18 | 13 | 15 | 62 | 48 | +14 | 67 |                                     |
| 10 | Leicester City      | 46 | 19 | 10 | 17 | 76 | 71 | +5  | 67 |                                     |
| 11 | Hull City           | 46 | 16 | 17 | 13 | 52 | 51 | +1  | 65 |                                     |
| 12 | Middlesbrough       | 46 | 17 | 11 | 18 | 68 | 68 | 0   | 62 |                                     |
| 13 | Ipswich Town        | 46 | 18 | 8  | 20 | 62 | 68 | −6  | 62 |                                     |
| 14 | Watford             | 46 | 16 | 13 | 17 | 77 | 71 | +6  | 61 |                                     |
| 15 | Bristol City        | 46 | 17 | 9  | 20 | 62 | 65 | −3  | 60 |                                     |
| 16 | Portsmouth          | 46 | 15 | 12 | 19 | 52 | 60 | −8  | 57 |                                     |
| 17 | Barnsley            | 46 | 14 | 14 | 18 | 55 | 66 | −11 | 56 |                                     |
| 18 | Coventry City       | 46 | 14 | 13 | 19 | 54 | 58 | −4  | 55 |                                     |
| 19 | Derby County        | 46 | 13 | 10 | 23 | 58 | 71 | −13 | 49 |                                     |
| 20 | Crystal Palace      | 46 | 12 | 12 | 22 | 44 | 69 | −25 | 48 |                                     |
| 21 | Doncaster Rovers    | 46 | 11 | 15 | 20 | 55 | 81 | −26 | 48 |                                     |
| 22 | Preston North End   | 46 | 10 | 12 | 24 | 54 | 79 | −25 | 42 | Kiesés: 2011–12-es League One       |
| 23 | Sheffield United    | 46 | 11 | 9  | 26 | 44 | 79 | −35 | 42 | Kiesés: 2011–12-es League One       |
| 24 | Scunthorpe United   | 46 | 12 | 6  | 28 | 43 | 87 | −44 | 42 | Kiesés: 2011–12-es League One       |

Utolsó frissítés: 2011. május 7.
Forrás: [forrás?]
Rendezési elv: 1. pontszám; 2. gólkülönbség; 3. lőtt gólok.
# = helyezés; M = játszott meccsek száma; Gy = győzelmek; D = döntetlenek; V = vereségek; Lg = lőtt gólok; Kg = kapott gólok; Gk = gólkülönbség; Pont = pontok; (B) = bajnok; (K) = kiesett; (F) = feljutott.

## Playoff mérkőzések
|  | Elődöntő | Elődöntő          | Elődöntő | Elődöntő     | Elődöntő |   |   | Döntő   | Döntő | Döntő |  |
|  |          |                   |          |              |          |   |   |         |       |       |  |
|  | 6        | Nottingham Forest | 0        | 1            | 1        |   |   |         |       |       |  |
|  | 6        | Nottingham Forest | 0        | 1            | 1        |   |   |         |       |       |  |
|  | 3        | Swansea City      | 0        | 3            | 3        |   |   |         |       |       |  |
|  | 3        | Swansea City      | 0        | 3            | 3        |   | 5 | Reading | 2     |       |  |
|  |          |                   |          |              |          |   | 5 | Reading | 2     |       |  |
|  |          |                   | 3        | Swansea City | 4        |   |   |         |       |       |  |
|  | 5        | Reading           | 3        | Swansea City | 4        | 0 | 3 | 3       |       |       |  |
|  | 5        | Reading           |          |              |          |   |   | 3       |       |       |  |
|  | 4        | Cardiff City      | 0        | 0            | 0        |   |   |         |       |       |  |

### Elődöntők
| 2011. május 12. 20:45 |

| Nottingham Forest | 0–0         | Swansea City |
| ----------------- | ----------- | ------------ |
|                   | Jegyzőkönyv |              |

| City Ground, Nottingham Nézőszám: 27 881 Játékvezető: Mike Dean (angol) |

| 2011. május 16. 20:45 |

| Swansea City                         | 3–1               | Nottingham Forest |
| ------------------------------------ | ----------------- | ----------------- |
| Britton 28' Dobbie 33' Pratley 90+3' | (2–0) Jegyzőkönyv | 80' Earnshaw      |

| Liberty Stadion, Swansea Nézőszám: 19 816 Játékvezető: Andre Marriner (angol) |

| 2011. május 13. 20:45 |

| Reading | 0–0         | Cardiff City |
| ------- | ----------- | ------------ |
|         | Jegyzőkönyv |              |

| Madejski Stadion, Reading Nézőszám: 21 485 Játékvezető: Mark Halsey (angol) |

| 2011. május 17. 20:45 |

| Cardiff City | 0–3               | Reading                             |
| ------------ | ----------------- | ----------------------------------- |
|              | (0–2) Jegyzőkönyv | 28' 45' (11-esből) Long 84' McAnuff |

| Cardiff City Stadion, Cardiff Nézőszám: 24 081 Játékvezető: Howard Webb (angol) |

### Döntő
| 2011. május 30. 16:00 |

| Reading                     | 2–4               | Swansea City                                          |
| --------------------------- | ----------------- | ----------------------------------------------------- |
| Allen 49' (öngól) Mills 57' | (0–3) Jegyzőkönyv | 21' (11-esből) 22' 80' (11-esből) Sinclair 40' Dobbie |

| Wembley Stadion, London Nézőszám: 86 581 Játékvezető: Phil Dowd (angol) |

## Statisztika
| # | Játékos         | Csapat              | Gólok |
| - | --------------- | ------------------- | ----- |
| 1 | Danny Graham    | Watford             | 24    |
| 2 | Shane Long      | Reading             | 21    |
| 3 | Grant Holt      | Norwich City        | 20    |
| 4 | Luciano Becchio | Leeds United        | 19    |
| 4 | Ádel Táarábt    | Queens Park Rangers | 19    |
| 6 | Jay Bothroyd    | Cardiff City        | 18    |
| 6 | Scott Sinclair  | Swansea City        | 18    |
| 8 | Max Gradel      | Leeds United        | 17    |
| 9 | Steve Morison   | Millwall            | 15    |
| 9 | Billy Sharp     | Doncaster Rovers    | 15    |

| #  | Játékos           | Csapat              | Gólpassz |
| -- | ----------------- | ------------------- | -------- |
| 1  | Ádel Táarábt      | Queens Park Rangers | 16       |
| 2  | Grant Holt        | Norwich City        | 14       |
| 3  | Don Cowie         | Watford             | 13       |
| 4  | Lewis McGugan     | Nottingham Forest   | 12       |
| 5  | Craig Bellamy     | Cardiff City        | 11       |
| 6  | Albert Adomah     | Bristol City        | 10       |
| 6  | James Coppinger   | Doncaster Rovers    | 10       |
| 6  | Shane Long        | Reading             | 10       |
| 6  | Peter Whittingham | Cardiff City        | 10       |
| 10 | Luciano Becchio   | Leeds United        | 9        |
| 10 | Chris Burke       | Cardiff City        | 9        |
| 10 | Chris Eagles      | Burnley             | 9        |
| 10 | David Fox         | Norwich City        | 9        |
| 10 | James Henry       | Millwall            | 9        |
| 10 | Wes Hoolahan      | Norwich City        | 9        |

### Mesterhármasok
| Játékos          | Csapat            | Ellenfél          | Eredmény | Dátum                |
| ---------------- | ----------------- | ----------------- | -------- | -------------------- |
| Chris Iwelumo    | Burnley           | Preston North End | 4–3      | 2010. szeptember 11. |
| James Vaughan    | Crystal Palace    | Portsmouth        | 4–1      | 2010. november 28.   |
| James Coppinger  | Doncaster Rovers  | Norwich City      | 3–1      | 2010. november 28.   |
| Jon Parkin       | Preston North End | Leeds United      | 6–4      | 2010. szeptember 28. |
| Jonny Howson     | Leeds United      | Scunthorpe United | 4–1      | 2010. október 30.    |
| Luciano Becchio  | Leeds United      | Bristol City      | 3–1      | 2010. november 13.   |
| Grant Holt       | Norwich City      | Ipswich Town      | 4–1      | 2010. november 28.   |
| Wes Hoolahan     | Norwich City      | Sheffield United  | 4–2      | 2010. december 28.   |
| Jason Puncheon   | Millwall          | Crystal Palace    | 3–0      | 2011. január 1.      |
| Matty Fryatt     | Hull City         | Scunthorpe United | 5–1      | 2011. február 5.     |
| Connor Wickham   | Ipswich Town      | Doncaster Rovers  | 6–0      | 2011. február 15.    |
| Yakubu Aiyegbeni | Leicester City    | Middlesbrough     | 3–3      | 2011. április 2      |
| Grant Holt       | Norwich City      | Scunthorpe United | 6–0      | 2011. április 2.     |
| Simeon Jackson   | Norwich City      | Scunthorpe United | 6–0      | 2011. április 2.     |
| Scott McDonald   | Middlesbrough     | Hull City         | 4–2      | 2011. április 25.    |
| Simeon Jackson   | Norwich City      | Derby County      | 3–2      | 2011. április 25.    |